# Barbara herrichiana
Barbara herrichiana is een vlinder uit de familie bladrollers (Tortricidae). De wetenschappelijke naam is voor het eerst geldig gepubliceerd in 1960 door Obraztsov.
De soort komt voor in Europa.